# New Zealand First
New Zealand First («Новая Зеландия прежде всего»; маори Aotearoa Tuatahi), обычно используется сокращение NZ First, — националистическая и популистская политическая партия в Новой Зеландии. Была основана в июле 1993 года, после того, как 19 марта 1993 года её лидер и основатель Уинстон Питерс, ушел из правящей тогда Национальной партии. Партия формировала правительство с обеими главными партиями Новой Зеландии: сначала с Национальной партией с 1996 по 1998 годы, а затем с Лейбористской партией с 2005 по 2008 годы и с 2017 года по настоящее время.
Платформа партии характеризуется резко ограничительной иммиграционной политикой, а также акцентом на закон и порядок и на народные референдумы. New Zealand First занимает центристскую позицию по экономическим вопросам, а также социально-консервативную позицию по социальным вопросам. Партия также ассоциируется со льготами для пенсионеров.
Партия занимала места в Палате представителей Новой Зеландии с образования в 1993 году и до 2008 года, когда она не смогла набрать достаточно голосов, чтобы сохранить представительство. Однако на выборах 2011 года NZ First получила 6,59 % партийных голосов, что дало ей право на восемь мест в парламенте. Партия увеличила число своих представителей в парламенте до одиннадцати на выборах 2014 года. На выборах 2017 года число депутатов партии сократилось до девяти членов. В течение нескольких недель после выборов 2017 года NZ First сформировала коалиционное правительство с Лейбористской партией. На выборах 2020 года партия не смогла набрать достаточно голосов, чтобы сохранить представительство.

## Принципы
В основе политики NZ First «пятнадцать основополагающих принципов», первый из которых «в первую очередь Новая Зеландия и новозеландцы». Они во многом повторяют политики, с которыми Уинстон Питерс выступает на протяжении своей карьеры. New Zealand First стремится «продвигать и защищать обычаи, традиции и ценности всех новозеландцев». Обозреватели характеризуют партию и Питерса как националистов.
Вместо того, чтобы определить точное положение партии в между левыми и правыми, политические обозреватели просто обозначили NZ First как популистскую. Партия давно выступает за прямую демократию в виде «референдумов, инициированных гражданами, обязательных к исполнению», чтобы создать «демократию народа и для народа», заставляя правительство «принять волю народа». Питерс также использует риторику против истеблишмента и элиты, например, критикуя то, что он расценивает как «интеллектуальную высокомерность элиты во власти и бюрократических кругах».

## История выборов в парламент
| Выборы | Количество выдвинутых кандидатов (одномандатные/список) | Количество занятых мест | Количество голосов | % голосов | В правительстве или в оппозиции                              |
| ------ | ------------------------------------------------------- | ----------------------- | ------------------ | --------- | ------------------------------------------------------------ |
| 1993   | 84/0                                                    | 2 из 99                 | 161 481            | 8,40 %    | Оппозиция                                                    |
| 1996   | 65/62                                                   | 17 из 120               | 276 603            | 13,35 %   | Коалиция с Национальной партией                              |
| 1999   | 67/40                                                   | 5 из 120                | 87 926             | 4,26 %    | Флюгер                                                       |
| 2002   | 24/22                                                   | 13 из 120               | 210 912            | 10,38 %   | Флюгер                                                       |
| 2005   | 40/40                                                   | 7 из 121                | 130 115            | 5,72 %    | Соглашение «уверенности и поддержки» с Лейбористской партией |
| 2008   | 22/22                                                   | 0 из 122                | 95 356             | 4,07 %    | Н/Д                                                          |
| 2011   | 32/33                                                   | 8 из 121                | 147 544            | 6,59 %    | Оппозиция                                                    |
| 2014   | 31/31                                                   | 11 из 121               | 208 300            | 8,66 %    | Оппозиция                                                    |
| 2017   | 56/57                                                   | 9 из 120                | 186 706            | 7,20 %    | Коалиция с Лейбористской партией                             |
| 2020   | 27/28                                                   | 0 из 120                | 75 021             | 2,60 %    | Н/Д                                                          |

## Должностные лица

### Лидер
|    | В должности    | С            | По    | Портфолио |
| -- | -------------- | ------------ | ----- | --- |
| 1. | Уинстон Питерс | 18 июля 1993 | н. в. | Заместитель Премьер-министра (четвертое и шестое лейбористское правительство) Казначей (четвертое Национальное правительство) Министр иностранных дел (пятое и шестое лейбористское правительство) Министр скачек (пятое и шестое лейбористское правительство) Министр государственных предприятий (шестое лейбористское правительство) |

### Заместитель руководителя
|    | В должности      | С               | По              | Портфолио                                                     |
| -- | ---------------- | --------------- | --------------- | ------------------------------------------------------------- |
| 1. | Тау Хенаре       | 18 июля 1993    | 19 декабря 1998 | Министр по делам маори (четвертое Национальное правительство) |
| 2. | Питер Браун      | 19 декабря 1998 | 14 февраля 2009 |                                                               |
| 3. | Трейси Мартин    | 14 февраля 2009 | 3 июля 2015     | Министр внутренних дел (шестое лейбористское правительство)   |
| 4. | Рон Марк         | 3 июля 2015     | 27 февраля 2018 | Министр обороны (шестое лейбористское правительство)          |
| 5. | Флетчер Табутеау | 27 февраля 2018 | н. в.           |                                                               |

### Президент Партии
|    | В должности      | С    | По    |
| -- | ---------------- | ---- | ----- |
| 1. | Даг Вултертон    | 1993 | 2005  |
| 2. | Дейл Джонс       | 2005 | 2006  |
| 3. | Джордж Грумбридж | 2008 | 2010  |
| 4. | Кевин Гарденер   | 2010 | 2013  |
| 5. | Энн Мартин       | 2013 | 2015  |
| 6. | Брент Кэтчпол    | 2015 | н. в. |